# 插图画家对性别平等
插图画家对性别平等（Dibujantes por la Igualdad de Género / Illustrators for Gender Equality）是一个国际艺术的展览，这一构思是通过民意插图来鼓励性别的平等。
本届展览包括来自16个不同国家的艺术家的24个作品，為了要表达给所有的观众，所有的图片中不包含任何词语和语言的描述。
目前为止，性别平等的插图画已经在西班牙，墨西哥，瑞典和古巴得到了女權人士，文化组织，政府和大学的支持。

## 巡迴展出

### 2007[2]
- 伽利略陈列室，马德里（西班牙）。
- Latinarte陈列室，马德里（西班牙）。
- 香格里拉帕洛玛文化中心，马德里（西班牙）。
- 别墅VALLECAS青年中心，马德里（西班牙）。

### 2008
- 英国皇家邮政大厦，马德里（西班牙）。
- 瓦哈卡市故宫博物院，瓦哈卡州（墨西哥）。

### 2009
- 国立自治大学（墨西哥自治大学），墨西哥金融衍生工具（墨西哥）。
- 科利马区域博物馆，科利马（墨西哥）。
- 旧金山委拉斯开兹，哈瓦那（古巴）。
- 于默奥大学，于默奥（瑞典）。
- 卡塞雷斯畫廊（西班牙）。[3]

### 2010
- 香格里拉穆萨画廊，巴拉科亚（古巴）。

### 2011
- 正义宫哈拉帕，韦拉克鲁斯（墨西哥）。

### 2012
- 恰帕斯州圣克里斯托瓦尔德拉斯卡萨斯（墨西哥）司法宫。
- Palace of Justice of Yucatán, Yucatán (Mexico)。
- 卡塞雷斯畫廊（西班牙）。[4]
- 維拉克魯斯州行政訴訟法院正義宮2號（墨西哥）。[5]

### 2013
- The Arts House, Singapore
- Palace of Duke of Pastrana, Guadalajara （西班牙）。

## 画家
參展的畫家如下：

| - Blasberg（阿根廷） - Tsocho Peev（保加利亚） - 黄昆、瑜亮、倪荣（中国） - Elena Ospina, Vladdo（哥伦比亚） - Oki（哥斯达黎加） - Falco、Ares、Adán（古巴） - Pancho Cajas（厄瓜多尔） - Node、JRmora、Sex、Enio（西班牙） | - Derkaoui（摩洛哥） - Rocko、Boligan（墨西哥） - Firuz Kutal（挪威） - Kilia（多米尼加共和国） - Florian-Doru Crihana（罗马尼亚） - Omar Zevallos（秘鲁） - Doris（波兰） - Enos（美国） |